# The Weight of the World
A The Weight of the World az amerikai Metal Church hetedik albuma, mely 2004en jelent meg. Ez volt az utolsó albumuk melyen Kirk Arrington dobos hallható. A kritikusok és a rajongók egyaránt a zenekar visszatéréseként üdvözölte az albumot. Ez volt az első albumuk melyen Ronny Munroe hangja hallható. A lemez fő témái: az üldözés, a háború, az elutasítás.

## Számlista
| #   | Cím                     | Szerző(k)                                   | Hossz |
| --- | ----------------------- | ------------------------------------------- | ----- |
| 1.  | Leave Them Behind       | Ronny Munroe, Kurdt Vanderhoof              | 5:47  |
| 2.  | The Weight of the World | Munroe, Vanderhoof, Kirk Arrington          | 5:24  |
| 3.  | The Hero's Soul         | Munroe, Vanderhoof                          | 4:45  |
| 4.  | Madman's Overture       | Vanderhoof                                  | 8:35  |
| 5.  | Sunless Sky             | Munroe, Vanderhoof                          | 5:28  |
| 6.  | Cradle to Grave         | Munroe, Vanderhoof                          | 5:54  |
| 7.  | Wings of Tomorrow       | Munroe, Vanderhoof                          | 6:16  |
| 8.  | Time Will Tell          | Munroe, Vanderhoof, Jay Reynolds, Arrington | 5:11  |
| 9.  | Bomb to Drop            | Munroe, Vanderhoof                          | 4:07  |
| 10. | Blood Money             | Munroe, Vanderhoof                          | 5:07  |

## Közreműködők
- Ronny Munroe - ének
- Kurdt Vanderhoof - gitár
- Jay Reynolds - gitár
- Steve Unger - basszusgitár
- Kirk Arrington - dob

### További közreműködők
- Felvétel és keverés: The English Channel, Washington
- Összekeverték Kurdt Vanderhoof és Mark Greer
- Maszterizálást végezte: Mark Greer, a Bandit Audio Olympia stúdióban (Washington)
- Képek: Kurdt Vanderhoof és Kathy Moats
- Fotókat készítette: Dick Moats

## Fordítás
- Ez a szócikk részben vagy egészben  a   The Weight of the World (Metal Church album) című angol Wikipédia-szócikk fordításán alapul.  Az eredeti cikk szerkesztőit annak laptörténete sorolja fel. Ez a jelzés csupán a megfogalmazás eredetét és a szerzői jogokat jelzi, nem szolgál a cikkben szereplő információk forrásmegjelöléseként.